# Álvaro Salvador Jofre
Álvaro Salvador Jofre (Granada, España, 1950) es un catedrático emérito de Literatura Hispanoamericana y Española, residente en la ciudad de Granada.

## Biografía
Ha colaborado con artículos en distintas revistas especializadas españolas y extranjeras. A principios de 2008 prepara una edición de la Poesía Completa de Rubén Darío.
Junto a Luis García Montero y a Javier Egea promocionó a comienzos de los años ochenta la tendencia poética conocida como otra sentimentalidad, germen de lo que años más tarde sería la llamada poesía de la experiencia dentro de la poesía española contemporánea.
Formó parte del consejo de redacción de revistas como «Letras del Sur», «Olvidos de Granada» y «La Fábrica del Sur» y actualmente del consejo asesor de la revista «Anales de Literatura Hispanoamericana», editada por la Universidad Complutense y de «La estafeta del viento», editada por la Casa de América de Madrid. 
Desde 1978 a 1984 fue director del Aula de Poesía y desde 1989 a 2000 director del Seminario de Estudios latinoamericanos de la Universidad de Granada. Desde su fundación en 1992 ha sido miembro de la Junta Directiva de la Asociación Española de Estudios Literarios Hispanoamericanos. Es miembro de número de la Academia de Buenas Letras de Granada y desde 2009 a 2022 ha sido miembro de la Junta Directiva del Ateneo de Granada.

## Obra

### Ensayo
- Para una lectura de Nicanor Parra (Sevilla, 1975)
- Rubén Darío y la moral estética (Granada, 1986)
- Introducción a la literatura hispanoamericana (en colaboración con Juan Carlos Rodríguez Gómez, Madrid, 1987, 2ª edición 1994)
- Las ediciones críticas de Azul... y Cantos de vida y esperanza (Madrid, 1992)
- Prosas Profanas de Rubén Darío (Madrid, 1999)
- Poesía completa y Prosa Selecta de Julián del Casal (Madrid, 2001).
- El impuro amor de las ciudades (La Habana, 2002) y Madrid, 2007.
- Las rosas artificiales, (Sevilla, 2003)
- Letra pequeña (Granada, 2003)

```
   Las rosas artificiales.(La búsqueda de la  modernidad en la poesía hispánica.), Sevilla, Genesian, 2003.
   Cartografía poética (en colaboración con Anthony Geist), Sevilla, Renacimiento, 2004.
   Alejo Carpentier: un siglo entre luces  (Editor con Ángel Esteban), Madrid, Verbum, 2005. 
   Granada en la poesía del regreso de Rafael Alberti , Academia de Buenas Letras de Granada, 2006.
   La piel del jaguar. 25 poetas hispanoamericanos ante un nuevo siglo, (Introd. y edición)  Sevilla, Fundación Lara, 2006.
   Ángel González, un clásico de nuestro tiempo (Editor con José Guerrero y Elena Peregrina), Universidad de Almería, Almería, 2006.
   Poesía española. Antología segunda mitad del 
siglo
 
XX
 (Introd. y edición con Erika Martínez), México, UNAM, 2011.
   México.Literatura y arte contemporáneo, Revista Litoral, nº 25 (Introd. y edición con Antonio Jiménez Millán), Málaga, 2011.
   De sur a sur. Relaciones entre la poesía chilena y la española durante la segunda mitad del 
siglo
 
XX
, en colaboración con Naín Nómez, 
   Madrid, Iberoamericana/ Vervuert, 2012.
   Introducción y edición de Poesía Completa de Rubén Darío, Madrid, Verbum, 2016.
   Introducción y edición en colaboración con Gracia Morales de Los raros y Prosas Profanas y otros poemas de Rubén Darío, Madrid, UNED, 
   Clásicos Hispanoamericanos, 2017.
```

- Participación en Yo soy más de series; 60 series que cambiaron la historia de la televisión. Fernando Ángel Moreno (ed.). Granada: Esdrújula Ediciones, 2015.
- Los trabajos del Outsider. Notas acerca de la llamada Otra Sentimentalidad, Centro Cultural Generación del 27, Diputación de Málaga, 2023.

### Poesía
- Y... (Granada, 1972, galardonado con el Premio Federico García Lorca)
- La Mala Crianza (Premio Nacional Universitario, 1974 y 1978)
- De la palabra y otras alucinaciones (1975)
- Los Cantos de Ilíberis (1976)
- Las Cortezas del Fruto (Madrid, 1980)
- Tristia (en colaboración con Luis García Montero, 1982)
- El agua de noviembre (1985)
- La condición del personaje (Granada, 1992)
- Suena una música. Antología 1971-1993 Valencia (1996) y Sevilla, 2008.
- Ahora todavía (Sevilla, 2001)
- Suena una música. Antología (2007)
- La canción del outsider (2009)
- Fumando con mis muertos (2015)
- Diario de Firenze, Granada, Imprenta del Arco, 2017.

```
   Caras B (Poesía 1971-2018), Úbeda, Fundación Huerta de San Antonio, Col. Juan Caballos de poesía, 2018.
   Un cielo sin salida, Sevilla, Fundación José Manuel Lara, 2020.
   Una flor de alegría (Antología de poesía amorosa), Ayuntamiento de Baza, Colección Dama de Baza, 2022.
```

### Aforismos
En 2007 publicó el libro de aforismos, Después de la poesía. Aforismos (El Gaviero Ediciones, Almería, 2007) y en 2014 La vida no te espera, Sevilla, 2014.

### Teatro
- D.Fernando de Córdoba y Válor, Aben Humeya (1983)
- El día en que mataron a Lennon (1997)
- El sueño de un reino (2007)

### Novela
- Un hombre suave (Madrid, 2000)
- El prisionero a muerte (Sevilla, 2005)

## Premios
En 2002, recibió el premio Casa de las Américas de Ensayo por su obra El impuro amor de las ciudades (La Habana, 2003).
Por su obra teatral "Don Fernando de Córdoba y Valor, Abén Humeya" recibió los premios "Ciudad de Granada" (1980) y "Hermanos Machado" de Sevilla (1981) y por "El día en que mataron a Lennon" el premio internacional "Castellón a Escena" (1996). En 1983 se estrenó en Granada su espectáculo teatral "Paraíso Cerrado", basado en la vida y obra de Luis Cernuda y en 1997 en Castellón El día en que mataron a Lrnnon.
Ha obtenido, asimismo, por algunos de sus libros citados, los premios "Federico García Lorca" de poesía, para estudiantes en 1970, el Nacional Universitario de poesía en 1972, el "Olivo" de Jaén de poesía en 1974 y el "Jaén" de poesía en 1991. 
En 2007 ha obtenido el Premio del Tren "Antonio Machado" de poesía, otorgado por la Fundación de Ferrocarriles Españoles, por su poema "Estación de Servicio III" y en 2008 el Premio Generación del 27 por su poemario La canción del outsider.
En 2021 recibió el Premio Dama de Baza del Ayuntamiento de Baza (Granada) dedicado a una trayectoria literaria.